# Џехјун
Џонг Јуно (кореј. 정윤오; 14. фебруар 1997), право име Џонг Џехјун (кореј. 정재현), познатији као Џехјун, јужнокорејски је кантаутор и глумац. Најпознатији је као члан јужнокорејске мушке групе NCТ и њених подјединица NCТ У и НCТ 127. Џехјун је дебитовао у априлу 2016. као члан ротационе јединице NCТ У и постао је члан фиксне јединице са седиштем у Сеулу. NCТ 127 у јулу 2016. Он је такође био бивши домаћин Инкигајоа између октобра 2019. и фебруара 2021.

## Биографија
Џехјун је рођен 14. фебруара 1997. године у Сеулу, Јужна Кореја. Иако је рођен као Џонг Јае-хиун (정재현), касније је легално променио име у Јеонг Иун-о (정윤오).
Са 5 година се са породицом преселио у Конектикат, САД, и тамо студирао до повратка у Јужну Кореју са 10 година. Био је на аудицији за SM Entertainment са "Мама" од  Exo-а. Завршио је Школу сценских уметности у Сеулу.

### 2012—2016: Пре-деби
Џехјун је добио улогу у SM Entertainment 2012. године, а открили су га улични извиђачи испред његове школе. 9. децембра 2013. године представљен је као члан преддебитантског приправничког тимa SMROOKIES. Године 2014. учествовао је са другим колегама НЦТ члановима у емисији Еxо 90:2014, где су изводили песме из 90-их. Од 21. јануара до 1. јула 2015, он и колега из групе Doyoung су били Мc на емисији Show Champion. У јулу 2015, он и његов колега Тен су се такмичили на Hope Basketball All-Star. У децембру 2015., Џехјун је извео "А Whole New World" у корејском Disney Channel The Mickey Mause Club.
У априлу 2016, Џехјун је званично дебитовао као члан NCТ-а, у првој подјединици NCТ У, са сингловима „Тhe 7th Sense“ и „Without You“.10. јула дебитовао је као члан друге подјединице, NCТ 127, са њиховим првим ЕП, НCТ#127. У марту 2017, Јаехиун се придружио радио емисији НCT Night Night као Dj заједно са чланом Џонијeм. У новембру 2017. Wendy и Baek- Ayeons су објавили песму „Тry Again“ за пројекат SM Station.У децембру је представљен у музичком споту за песму Венди и Баек А-иеон "Тhe little Match Girl". У јануару 2018, Јаехиун је поново учествовао у подјединици NCТ У, са издањем сингла „Тimeless“ као део пројекта SM Station.

### 2019—данас: Самосталне активности
У октобру 2019, Џехјун је постао један од три Мc-а за SBS-ов  Inkigayo, заједно са Минхјуком из Моnsta X  и Наеун из Априла, који је сваке недеље водио емисију. Дана 4. септембра 2020. године, потврђено је да ће Јехиун дебитовати у надолазећој KBS2 драми Dear. М, који ће бити објављен 2021. године, са улогом Cha Миn Ho, студента друге године на одсеку за рачунарске науке на Универзитету Сеоиеон. Драма је тада одложена на неодређено време. Дана 2. новембра 2021, Џехјун је потврђен да глуми у римејку веб-серије КакаоТВ јужнокорејског филма из 2001. “Bungee Jumping On Their Own“, играјући главну улогу Im Hyun-Bin-а. 9. децембра исте године, док је била усред предпродукције, КакаоТВ је објавила отказивање пројекта због забринутости сценаристе оригиналног филма.